# هارون راعون

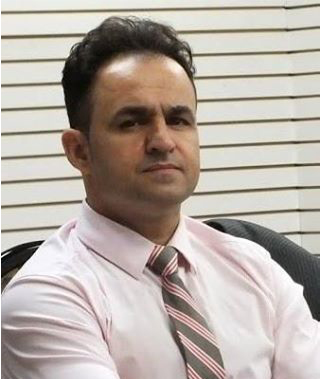
هارون راعون

هارون راعون (متولد ۱۳۵۰ در کابل) شاعر، ترانه‌سرا و داستان‌نویس اهل افغانستان است. او عضو «اتحادیه نویسندگان تاجیکستان»، «شورای مشورت بنیاد فرهنگ تاجیکستان» و «فرهنگستان شعر جهان» است.

## زندگی
هارون راعون در کابل متولد شد. پدرش از ولایت تخار، ولسوالی رستاق و مادرش (کریمه ملزم) زادهٔ کندز است. پدر بزرگش (محمد اسماعیل) از تبار بیدل‌شناسان بود و پدر مادرش، محمد اسماعیل ملزم، از دسته شاعران مبارز وقت بوده‌است.
تحصیلات متوسطه را در زادگاهش به اتمام رساند و در سال ۱۳۷۲ به تاجیکستان مهاجرت کرد و تا سال ۲۰۰۶ در دوشنبه زندگی می‌کرد.  نخستین مجموعه شعرش را بنیاد بین‌المللی زبان تاجیکی - فارسی در سال ۱۳۷۹ در شهر دوشنبه منتشر کرد. در شهر دوشنبه با اسماعیل خراسان‌پور و ضیاء مصدق حافظی انجمنی را به نام «انجمن پاسداران فرهنگ آریآنا» ایجاد کردند که تا مدتی  فعالیت داشت. او با مسافرتش به کانادا کانون فرهنگی کاروان شعر (یسنا) را در شهر تورنتو بنیاد گذاری کرد که تا اکنون فعالیت این کانون در شهر تورنتو ادامه دارد.

## آثار
- بی باغبان (مجموعه شعر)
- برکه در آتش، مجموعهً شعر (به رسم‌الخط فارسی‌دری و سریلیک)
- مبارکبار، مجموعه شعر گونه‌های اَبریکی (به رسم الخط سریلیک)
- قلمرو مهره‌ها، مجموعه شعر
- اگر دوباره نیایی، مجموعه اشعار عاشقانه
- مجموعه مقالات دکتر نورالحق (تدوین)
- آبستن غروب، (به رسم الخط سریلیک)
- تصویر طراوت (رسم الخط سریلیک)
- عقده، مجموعه داستان های کوتاه
- جرس، مجموعه شعر (تدوین)